# غتشلر
غتشلر هي قرية في مقاطعة بل دشت، إيران. يقدر عدد سكانها بـ 29 نسمة بحسب إحصاء 2016.